# Prirodna ventilacija
Prirodna ventilacija je ventilacija kod koje se zrak izmjenjuje zbog efekta dimnjaka (uzrok strujanja) bez uporabe mehaničkih i drugih sličnih uređaja. Ona se odvija putem infiltracije zraka kroz zazore prozora i vrata, te zidova, otvaranjem prozora i vrata te izmjenom zraka kroz ventilacijske kanale.
Prednosti ovakvog tipa ventilacije su mali investicijski troškovi, jednostavno održavanje, jeftina pogonska energija, mala brzina strujanja zraka i niska razina buke.
Nedostaci su slaba učinkovitost, slaba mogućnost upravljanja te ovisnost o vremenskim uvjetima.

## Infiltracija zraka
Zrak prodire kroz zazore zatvorenih vrata, prozora i balkonskih vrata te manjim dijelom kroz vanjske zidove. Prodor svježeg zraka u prostoriju procesom infiltracije ovisi o veličini zazora na vanjskim prozorima i vratima. U stambenim prostorijama zimi se broj izmjena zraka kreće od 0,3 do 0,8 h-1. Novija gradnja prozora koja teži što boljoj toplinskoj karakteristici prozora često ima samo 0,1 h-1. Ovakav tip ventilacije nije dovoljan i treba se koristiti u kombinaciji s otvaranjem prozora i vrata.

## Ventilacija kroz otvorene prozore i/ili balkonska vrata
Prirodna je ventilacija kroz otvorene prozore i balkonska vrata najintenzivniji način prirodne ventilacije. Približan broj izmjena zraka koji se može postići u uporabi pri zatvorenom prozoru i balkonskim vratima, te pri različitim položajima krila prozora i prozorskih roleta prikazani su u tablici.
Broj izmjena zraka pri prirodnoj ventilaciji kroz prozore i vrata
| POLOŽAJ KRILA VANJSKIH PROZORA I VRATA                    | BROJ IZMJENA ZRAKA U SATU (H-1) |
| --------------------------------------------------------- | ------------------------------- |
| Prozor zatvoren, vrata otvorena                           | 0-0,5                           |
| Prozor otklopljen, drvene rolete spuštene                 | 0,3-1,5                         |
| Prozor otklopljen bez roleta                              | 0,8-4                           |
| Prozor poluotvoren                                        | 5-10                            |
| Prozor potpuno otvoren                                    | 9-15                            |
| Prozor i vrata potpuno otvoreni (poprečno provjetravanje) | približno 40                    |

Treba imati na umu da je kratko prozračivanje potpunim otvaranjem krila prozora i balkonskih vrata osobito s aspekta zaštite od prehlade i uštede toplinske energije za grijanje, bolje od trajnog prozračivanja kroz poluotvorena krila vrata ili prozora. U jednakim vremenskim intervalima, na primjer svakih sat vremena, otvorimo prozor na 5 do 10 minuta i time izmijenimo kompletnu količinu staroga zraka. Na slici su prikazani načini i vremenski period potreban da se cijeli zrak u prostoriji izmjeni.

## Ventilacija kroz kanale
Prirodna ventilacija kroz kanale znači izmjenu zraka u prostoriji bez prozora kroz vertikalne zidane ventilacijske kanale koji se izvode od pripadajuće prostorije do iznad krova zgrade. Pri tome treba imati na umu da ovakav tip ventilacije funkcionira ispravno samo ako je osigurano stalno dovođenje svježeg zraka u odgovarajućim količinama. Zrak se dovodi kroz otvor na zidu ili dnu krila vrata a odvodi iz prostorije kroz otvor ispod stropa s priključkom na ventilacijski kanal.